# Traffic Light Tree

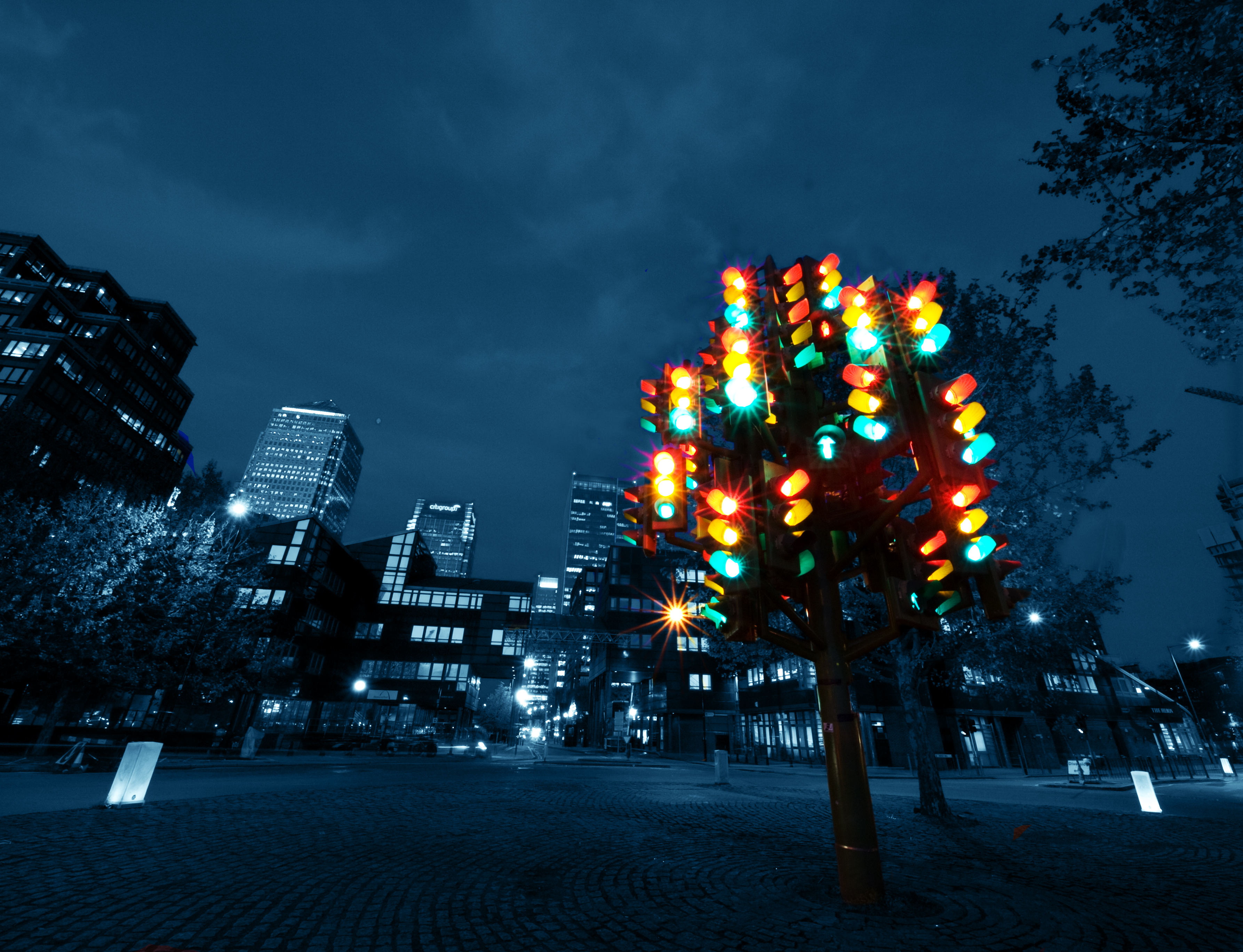
Pierre Vivant: Traffic Light Tree, 1998

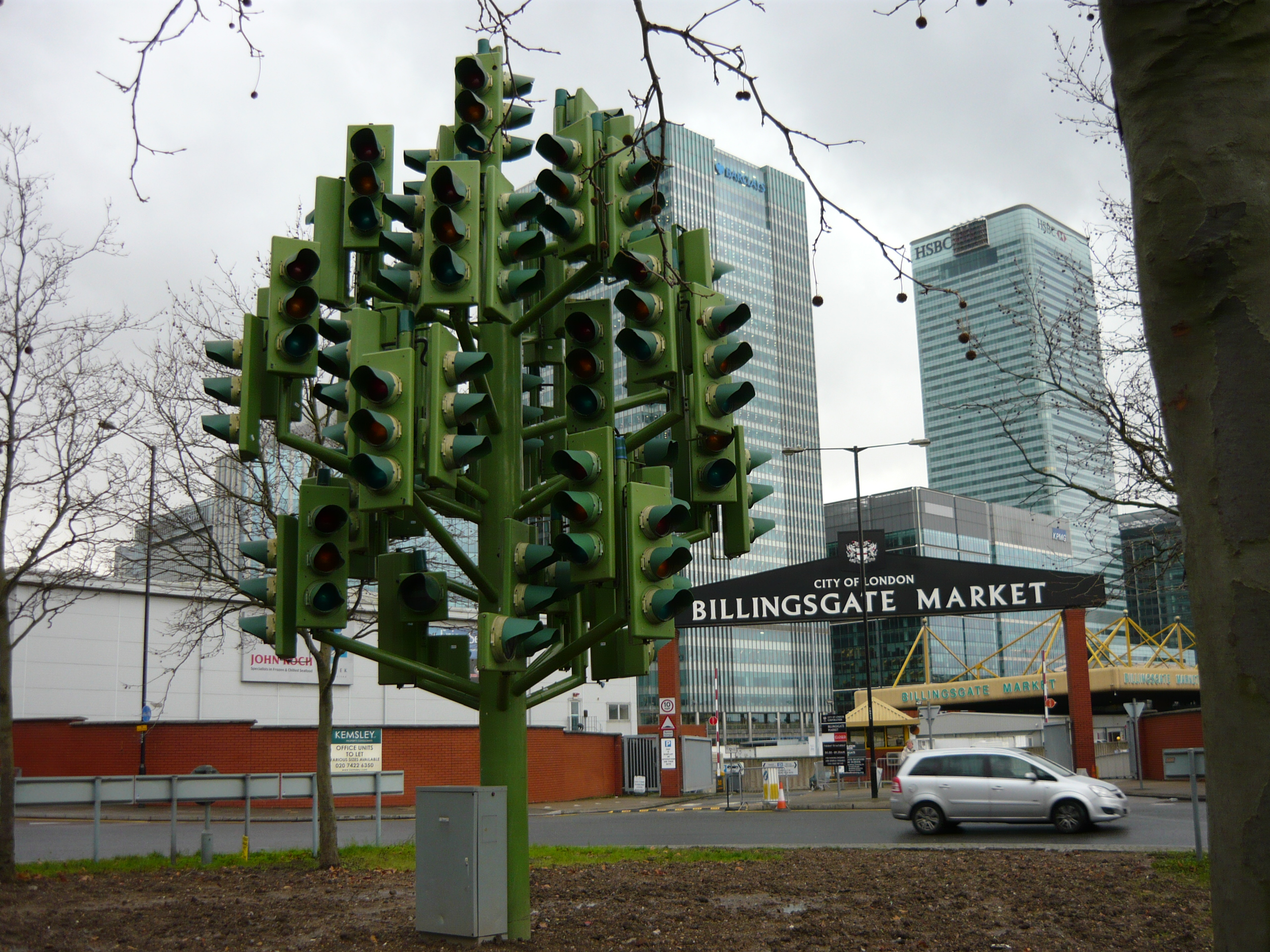
Traffic Light Tree am neuen Standort, 2014

Traffic Light Tree (Ampelbaum) nennt sich eine Lichtskulptur des französischen Bildhauers Pierre Vivant (* 1952). Die Installation wurde 1998 auf einem Kreisverkehr (Heron Quay Bank, Marsh Wall und Westferry Road) inmitten des Bürogebäudekomplexes Canary Wharf im Londoner Stadtteil Tower Hamlets errichtet. Ende 2013 wurde die Skulptur auf den Kreisverkehr im Trafalgar Way (Zufahrt zum Billingsgate Fish Market) versetzt.

## Beschreibung
Die acht Meter hohe, grün angestrichene Stahlskulptur in Form eines verzweigten Baumes besteht aus 75 computergesteuerten Verkehrsampeln mit den drei Signalfarben Grün, Gelb und Rot, sowie Fußgängerampeln. Die in den Jahren 1995 bis 1998 im Auftrag der Londoner Public Art Commissions Agency entstandene Installation ersetzte eine von drei Platanen, die dort, vermutlich aufgrund der Verschmutzung durch den Verkehr, eingegangen war. Die Skulptur soll nicht nur eine Baumstruktur nachahmen, sondern auch „die Energie der sich entwickelnden Canary Wharf Region widerspiegeln.“ Ursprünglich sollten die Lichter durch die Wechselkurse der London Stock Exchange gesteuert werden, die Umsetzung erwies sich jedoch als zu teuer.
Der Künstler über seine Skulptur:

“The sculpture imitates the natural landscape of the adjacent London Plane Trees, while the changing pattern of the lights reveals and reflects the never ending rhythm of the surrounding domestic, financial and commercial activities.”

„Die Skulptur imitiert die Naturlandschaft der benachbarten Londoner Platanen, während die wechselnden Lichter den nie endenden Rhythmus der umgebenden häuslichen, finanziellen und kommerziellen Aktivitäten reflektieren.“

Obwohl die vermeintliche Lichtsignalanlage einige Verkehrsteilnehmer irritiert, wurde das Objekt schnell zu einer Touristenattraktion. In einer Umfrage der britischen Versicherungsgesellschaft Saga Group über „die besten und schlechtesten Kreisverkehre im Land“, zählte der Traffic Light Tree bei den Autofahrern eindeutig zu den „bestaussehenden“ Favoriten.